# Coordenades de Kruskal-Szekeres

Diagrama de Kruskal–Szekeres, il·lustrat per a 2 GM =1. Els quadrants són l'interior del forat negre (II), l'interior del forat blanc (IV) i les dues regions exteriors (I i III). Les línies puntejades de 45°, que separen aquestes quatre regions, són els horitzons d'esdeveniments. Les hipèrboles més fosques que limiten la part superior i inferior del diagrama són les singularitats físiques. Les hipèrboles més pàl·lides representen els contorns de la coordenada r de Schwarzschild, i les línies rectes que passen per l'origen representen els contorns de la coordenada t de Schwarzschild.

En relativitat general, les coordenades de Kruskal-Szekeres, anomenades així en honor a Martin Kruskal i George Szekeres, són un sistema de coordenades per a la geometria de Schwarzschild d'un forat negre. Aquestes coordenades tenen l'avantatge que cobreixen tota la varietat espaciotemporal de la solució de Schwarzschild màximament estesa i es comporten bé a tot arreu fora de la singularitat física. No hi ha singularitat de coordenades a l'horitzó.
Les coordenades de Kruskal-Szekeres també s'apliquen a l'espai-temps al voltant d'un objecte esfèric, però en aquest cas no donen una descripció de l'espai-temps dins del radi de l'objecte. L'espai-temps en una regió on una estrella s'està col·lapsant en un forat negre s'aproxima mitjançant les coordenades de Kruskal-Szekeres (o mitjançant les coordenades de Schwarzschild). La superfície de l'estrella roman fora de l'horitzó d'esdeveniments en les coordenades de Schwarzschild, però el creua en les coordenades de Kruskal-Szekeres. (En qualsevol "forat negre" que observem, el veiem en un moment en què la seva matèria encara no ha acabat de col·lapsar, per la qual cosa no és realment un forat negre.) De la mateixa manera, els objectes que cauen en un forat negre romanen fora de l'horitzó d'esdeveniments en coordenades de Schwarzschild, però el creuen en coordenades de Kruskal-Szekeres.

## Definició

Diagrama de Kruskal-Szekeres. Cada fotograma de l'animació mostra una hipèrbola blava com a superfície on la coordenada radial de Schwarzschild és constant (i amb un valor més petit en cada fotograma successiu, fins que acaba a les singularitats).

Les coordenades de Kruskal-Szekeres en una geometria de forat negre es defineixen a partir de les coordenades de Schwarzschild {\displaystyle (t,r,\theta ,\phi )}, substituint t i r per una nova coordenada temporal T i una nova coordenada espacial {\displaystyle X} :
{\displaystyle T=\left({\frac {r}{2GM}}-1\right)^{1/2}e^{r/4GM}\sinh \left({\frac {t}{4GM}}\right)}
{\displaystyle X=\left({\frac {r}{2GM}}-1\right)^{1/2}e^{r/4GM}\cosh \left({\frac {t}{4GM}}\right)}
per a la regió exterior {\displaystyle r>2GM} fora de l'horitzó d'esdeveniments i:
{\displaystyle T=\left(1-{\frac {r}{2GM}}\right)^{1/2}e^{r/4GM}\cosh \left({\frac {t}{4GM}}\right)}
{\displaystyle X=\left(1-{\frac {r}{2GM}}\right)^{1/2}e^{r/4GM}\sinh \left({\frac {t}{4GM}}\right)}
per a la regió interior {\displaystyle 0<r<2GM}. Aquí {\displaystyle GM} és la constant gravitacional multiplicada pel paràmetre de massa de Schwarzschild, i aquest article utilitza unitats on {\displaystyle c} = 1.
D'això es dedueix que en la unió de la regió exterior, l'horitzó d'esdeveniments i la regió interior, la coordenada radial de Schwarzschild {\displaystyle r} (no s'ha de confondre amb el radi de Schwarzschild) {\displaystyle r_{\text{s}}=2GM} ), es determina en termes de coordenades de Kruskal-Szekeres com la solució (única) de l'equació:
{\displaystyle T^{2}-X^{2}=\left(1-{\frac {r}{2GM}}\right)e^{r/2GM}\,T^{2}-X^{2}<1}
Utilitzant la funció W de Lambert, la solució s'escriu com:
{\displaystyle r=2GM\left(1+W_{0}\left({\frac {X^{2}-T^{2}}{e}}\right)\right)}
A més, es veu immediatament que a la regió externa del forat negre {\displaystyle T^{2}-X^{2}<0,\ X>0}
{\displaystyle t=4GM\mathop {\mathrm {artanh} } (T/X)}
mentre que a la regió interna del forat negre {\displaystyle 0<T^{2}-X^{2}<1,\ T>0}
{\displaystyle t=4GM\mathop {\mathrm {artanh} } (X/T)}
En aquestes noves coordenades, la mètrica de la varietat de forats negres de Schwarzschild ve donada per
{\displaystyle g={\frac {32G^{3}M^{3}}{r}}e^{-r/2GM}(-dT^{2}+dX^{2})+r^{2}g_{\Omega },}
escrit utilitzant la convenció de signatura mètrica (− + + +) i on la component angular de la mètrica (la mètrica riemanniana de la 2-esfera) és:
{\displaystyle g_{\Omega }\ {\stackrel {\mathrm {def} }{=}}\ d\theta ^{2}+\sin ^{2}\theta \,d\phi ^{2}}
Expressant la mètrica en aquesta forma es mostra clarament que les geodèsiques nul·les radials, és a dir, amb constant {\displaystyle \Omega =\Omega (\theta ,\phi )} són paral·leles a una de les rectes {\displaystyle T=\pm X}. En les coordenades de Schwarzschild, el radi de Schwarzschild {\displaystyle r_{\text{s}}=2GM} és la coordenada radial de l'horitzó d'esdeveniments {\displaystyle r=r_{\text{s}}=2GM}. En les coordenades de Kruskal-Szekeres, l'horitzó d'esdeveniments ve donat per {\displaystyle T^{2}-X^{2}=0}. Tingueu en compte que la mètrica està perfectament ben definida i no és singular a l'horitzó d'esdeveniments. La singularitat de curvatura es troba a {\displaystyle T^{2}-X^{2}=1}.

## Solució de Schwarzschild estesa al màxim
La transformació entre les coordenades de Schwarzschild i les coordenades de Kruskal-Szekeres definides per a r > 2 GM i {\displaystyle -\infty <t<\infty } es pot estendre, com a funció analítica, almenys a la primera singularitat que es produeix a {\displaystyle T^{2}-X^{2}=1}. Així, la mètrica anterior és una solució de les equacions d'Einstein a tota aquesta regió. Els valors permesos són
{\displaystyle -\infty <X<\infty \,}
{\displaystyle -\infty <T^{2}-X^{2}<1}
Cal tenir en compte que aquesta extensió assumeix que la solució és analítica a tot arreu.
En la solució màximament estesa hi ha en realitat dues singularitats a r = 0, una per a T positiva i una per a T negativa. La singularitat de T negativa és el forat negre amb inversió temporal, de vegades anomenat " forat blanc ". Les partícules poden escapar d'un forat blanc però no hi poden tornar mai més.
La geometria de Schwarzschild màximament estesa es pot dividir en 4 regions, cadascuna de les quals pot ser coberta per un conjunt adequat de coordenades de Schwarzschild. Les coordenades de Kruskal-Szekeres, en canvi, cobreixen tota la varietat espai-temps. Les quatre regions estan separades per horitzons d'esdeveniments.
| Jo  | regió exterior            | {\displaystyle -X<T<+X}                             | {\displaystyle 2GM<r}   |
| II  | forat negre interior      | {\displaystyle \vert X\vert <T<{\sqrt {1+X^{2}}}}   | {\displaystyle 0<r<2GM} |
| III | regió exterior paral·lela | {\displaystyle +X<T<-X}                             | {\displaystyle 2GM<r}   |
| IV. | forat blanc interior      | {\displaystyle -{\sqrt {1+X^{2}}}<T<-\vert X\vert } | {\displaystyle 0<r<2GM} |

La transformació donada anteriorment entre les coordenades de Schwarzschild i Kruskal-Szekeres només s'aplica a les regions I i II (si prenem l'arrel quadrada com a positiva). Una transformació similar es pot escriure a les altres dues regions.
La coordenada temporal de Schwarzschild t ve donada per
{\displaystyle \tanh \left({\frac {t}{4GM}}\right)={\begin{cases}T/X&{\text{(a I i III)}}\\X/T&{\text{(a II i IV)}}\end{cases}}}
A cada regió s'executa des de {\displaystyle -\infty } a {\displaystyle +\infty } amb els infinits en els horitzons d'esdeveniments.
Basant-se en els requisits que el procés quàntic de la radiació de Hawking és unitari, 't Hooft va proposar que les regions I i III, i II i IV són només artefactes matemàtics derivats de l'elecció de branques per a les arrels en lloc d'universos paral·lels i que la relació d'equivalència
{\displaystyle (T,X,\Omega )\sim (-T,-X,-\Omega )}
s'hauria d'imposar, on {\displaystyle -\Omega } és l'antípoda de {\displaystyle \Omega } a l'esfera 2. Si pensem que les regions III i IV tenen coordenades esfèriques però amb una elecció negativa per a l'arrel quadrada a calcular {\displaystyle r}, aleshores simplement utilitzem punts oposats de l'esfera per denotar el mateix punt a l'espai, per exemple
{\displaystyle (t^{\text{(I)}},r^{\text{(I)}},\Omega ^{\text{(I)}})=(t,r,\Omega )\sim (t^{\text{(III)}},r^{\text{(III)}},\Omega ^{\text{(III)}})=(t,-r,-\Omega ).}
Això significa que {\displaystyle r^{\text{(I)}}\Omega ^{\text{(I)}}=r^{\text{(III)}}\Omega ^{\text{(III)}}=r\Omega }. Com que aquesta és una acció gratuïta del grup {\displaystyle \mathbb {Z} /2\mathbb {Z} } preservant la mètrica, això dóna una varietat lorentziana ben definida (a tot arreu excepte a la singularitat). Identifica el límit {\displaystyle t^{\text{(II)}}=-\infty } de la regió interior II corresponent al segment de línia de coordenades {\displaystyle T=-X,\ T>0,X<0} amb el límit {\displaystyle t^{\text{(I)}}=-\infty } de la regió exterior I corresponent a {\displaystyle T=-X,\ T<0,X>0}. La identificació significa que, mentre que cada parell {\displaystyle (T,X)\sim (-T,-X)\neq (0,0)} correspon a una esfera, el punt {\displaystyle (T,X)=(0,0)} (corresponent a l'horitzó d'esdeveniments {\displaystyle r=2GM} a la imatge de Schwarzschild) no correspon a una esfera sinó al pla projectiu {\displaystyle \mathbf {RP} ^{2}=S^{2}/\pm } en canvi, i la topologia de la varietat subjacent ja no és {\displaystyle \mathbb {R} ^{4}-\mathrm {line} =\mathbb {R} ^{2}\times S^{2}}. La varietat ja no és simplement connectada, perquè un bucle (que implica porcions superlumíniques) que va des d'un punt de l'espai-temps fins a si mateix però a les coordenades oposades de Kruskal-Szekeres no es pot reduir a un bucle nul.

## Característiques qualitatives del diagrama de Kruskal-Szekeres
Les coordenades de Kruskal-Szekeres tenen diverses característiques útils que les fan útils per construir intuïcions sobre l'espai-temps de Schwarzschild. El principal d'aquests és el fet que totes les geodèsiques semblants a la llum radial (les línies d'univers dels raigs de llum que es mouen en direcció radial) semblen línies rectes en un angle de 45 graus quan es dibuixen en un diagrama de Kruskal-Szekeres (això es pot derivar de l'equació mètrica donada anteriorment, que garanteix que si {\displaystyle dX=\pm dT\,} llavors el moment adequat {\displaystyle ds=0} ). Totes les línies de món semblants al temps d'objectes més lents que la llum tindran en cada punt un pendent més proper a l'eix de temps vertical (la coordenada T) que 45 graus. Així doncs, un con de llum dibuixat en un diagrama de Kruskal-Szekeres tindrà el mateix aspecte que un con de llum en un diagrama de Minkowski en relativitat especial.
Els horitzons d'esdeveniments que delimiten les regions interiors del forat negre i del forat blanc també són un parell de línies rectes a 45 graus, cosa que reflecteix el fet que un raig de llum emès a l'horitzó en direcció radial (dirigit cap a l'exterior en el cas del forat negre, cap a l'interior en el cas del forat blanc) romandria a l'horitzó per sempre. Així, els dos horitzons dels forats negres coincideixen amb els límits del con de llum futur d'un esdeveniment al centre del diagrama (a T = X = 0), mentre que els dos horitzons dels forats blancs coincideixen amb els límits del con de llum passat d'aquest mateix esdeveniment. Qualsevol esdeveniment dins de la regió interior del forat negre tindrà un con de llum futur que romandrà en aquesta regió (de manera que qualsevol línia de món dins del con de llum futur de l'esdeveniment finalment colpejarà la singularitat del forat negre, que apareix com una hipèrbola delimitada pels dos horitzons del forat negre), i qualsevol esdeveniment dins de la regió interior del forat blanc tindrà un con de llum passat que romandrà en aquesta regió (de manera que qualsevol línia de món dins d'aquest con de llum passat ha d'haver-se originat a la singularitat del forat blanc, una hipèrbola delimitada pels dos horitzons del forat blanc). Tingueu en compte que, tot i que l'horitzó sembla un con en expansió cap a l'exterior, l'àrea d'aquesta superfície, donada per r, és just {\displaystyle 16\pi M^{2}}, una constant. És a dir, aquestes coordenades poden ser enganyoses si no es té cura.
Pot ser instructiu considerar quin aspecte tindrien les corbes de coordenades de Schwarzschild constants quan es representen en un diagrama de Kruskal-Szekeres. Resulta que les corbes de coordenada r constant en coordenades de Schwarzschild sempre semblen hipèrboles delimitades per un parell d'horitzons d'esdeveniments a 45 graus, mentre que les línies de coordenada t constant en coordenades de Schwarzschild sempre semblen línies rectes en diversos angles que passen pel centre del diagrama. L'horitzó d'esdeveniments del forat negre que voreja la regió exterior I coincidiria amb una coordenada t de Schwarzschild de {\displaystyle +\infty } mentre que l'horitzó d'esdeveniments del forat blanc que voreja aquesta regió coincidiria amb una coordenada t de Schwarzschild de {\displaystyle -\infty }, reflectint el fet que en coordenades de Schwarzschild una partícula que cau triga un temps de coordenades infinit a arribar a l'horitzó (és a dir, la distància de la partícula a l'horitzó s'acosta a zero a mesura que la coordenada t de Schwarzschild s'acosta a l'infinit), i una partícula que viatja cap amunt allunyant-se de l'horitzó ha d'haver-lo creuat un temps de coordenades infinit en el passat. Això és només un artefacte de com es defineixen les coordenades de Schwarzschild; una partícula en caiguda lliure només trigarà un temps propi finit (temps mesurat pel seu propi rellotge) a passar entre un observador exterior i un horitzó d'esdeveniments, i si la línia de món de la partícula es dibuixa al diagrama de Kruskal-Szekeres, això també només trigarà un temps de coordenades finit en coordenades de Kruskal-Szekeres.
El sistema de coordenades de Schwarzschild només pot cobrir una sola regió exterior i una sola regió interior, com ara les regions I i II del diagrama de Kruskal-Szekeres. El sistema de coordenades de Kruskal-Szekeres, en canvi, pot cobrir un espai-temps "màximament estès" que inclou la regió coberta per les coordenades de Schwarzschild. Aquí, "màximament estès" es refereix a la idea que l'espai-temps no hauria de tenir cap "aresta": qualsevol trajectòria geodèsica es pot estendre arbitràriament en qualsevol direcció, tret que topi amb una singularitat gravitatòria. Tècnicament, això significa que un espai-temps màximament estès és o bé "geodèsicament complet" (és a dir, que qualsevol geodèsica es pot estendre a valors positius o negatius arbitràriament grans del seu "paràmetre afí", que en el cas d'una geodèsica de tipus temporal podria ser just el temps propi ), o si alguna geodèsica és incompleta, només pot ser perquè acaba en una singularitat.   Per tal de satisfer aquest requisit, es va descobrir que, a més de la regió interior del forat negre (regió II) en què entren les partícules quan cauen a través de l'horitzó d'esdeveniments des de l'exterior (regió I), hi ha d'haver una regió interior del forat blanc separada (regió IV) que ens permeti estendre les trajectòries de les partícules que un observador extern veu elevant-se lluny de l'horitzó d'esdeveniments, juntament amb una regió exterior separada (regió III) que ens permeti estendre algunes possibles trajectòries de partícules a les dues regions interiors. En realitat, hi ha diverses maneres possibles d'estendre la solució exterior de Schwarzschild a un espai-temps màximament estès, però l'extensió de Kruskal-Szekeres és única, ja que és una solució de buit màxima, analítica i simplement connectada en què totes les geodèsiques màximament esteses són completes o bé l'escalar de curvatura divergeix al llarg d'elles en un temps afí finit.